# Raffinerie Omsk
Die Raffinerie Omsk ist eine Raffinerie in der russischen Stadt Omsk. Sie ist die größte Raffinerie in Russland und zählt weltweit zu den größten Erdölraffinerien nach Verarbeitungsmenge.

## Geographie

### Lage
Das Raffineriegelände befindet sich nordwestlich des Stadtzentrums von Omsk am östlichen Ufer des Irtysch.

## Geschichte
Die Raffinerie nahm am 5. September 1955 ihren Betrieb auf. 1990 wurde die Raffinerie um eine Schwefelrückgewinnung ergänzt. 2012 wurde ein Hydrotreater in Betrieb genommen, welcher die Produktion von Euro 5 Diesel ermöglicht. Ab 2013 wurde ein Projekt begonnen, welches einen Ausbau der bestehenden und Ergänzung durch neue Prozessanlagen der Raffinerie zum Ziel hat. So wurden ein Delayed Koker, eine neue Rohöl- sowie Vakuumdestillation, Entschwefelungsanlagen und eine Wasserstofferzeugung errichtet.
Am 5. Juli 2000 geriet ein Kesselwagen eines Güterzuges in Brand. Das sich rasch ausbreitende Feuer griff auf weitere Wagen des Zuges über und führte zu einer Explosion, welche 3 Menschen tötete und 84 verletzte. Unter den Verletzten befanden sich 34 Kinder, welche der Feuerwehr beim Löschen des Zuges zuschauten.

## Technische Daten

### Verarbeitungsanlagen
Verarbeitungsanlagen mit Tageskapazität bpd (Barrel pro Tag):
- Rohöldestillationen 447.000 bpd
- Delayed Koker 54.000 bpd
- Katalytischer Cracker 72.000 bpd
- Hydrocracker 143.000 bpd
- Reformer 20.000 bpd
- Entschwefelungsanlagen 135.000 bpd
- Alkylierung 9.000 bpd
- Isomerisierung 28.000 bpd